# У каждого свои недостатки

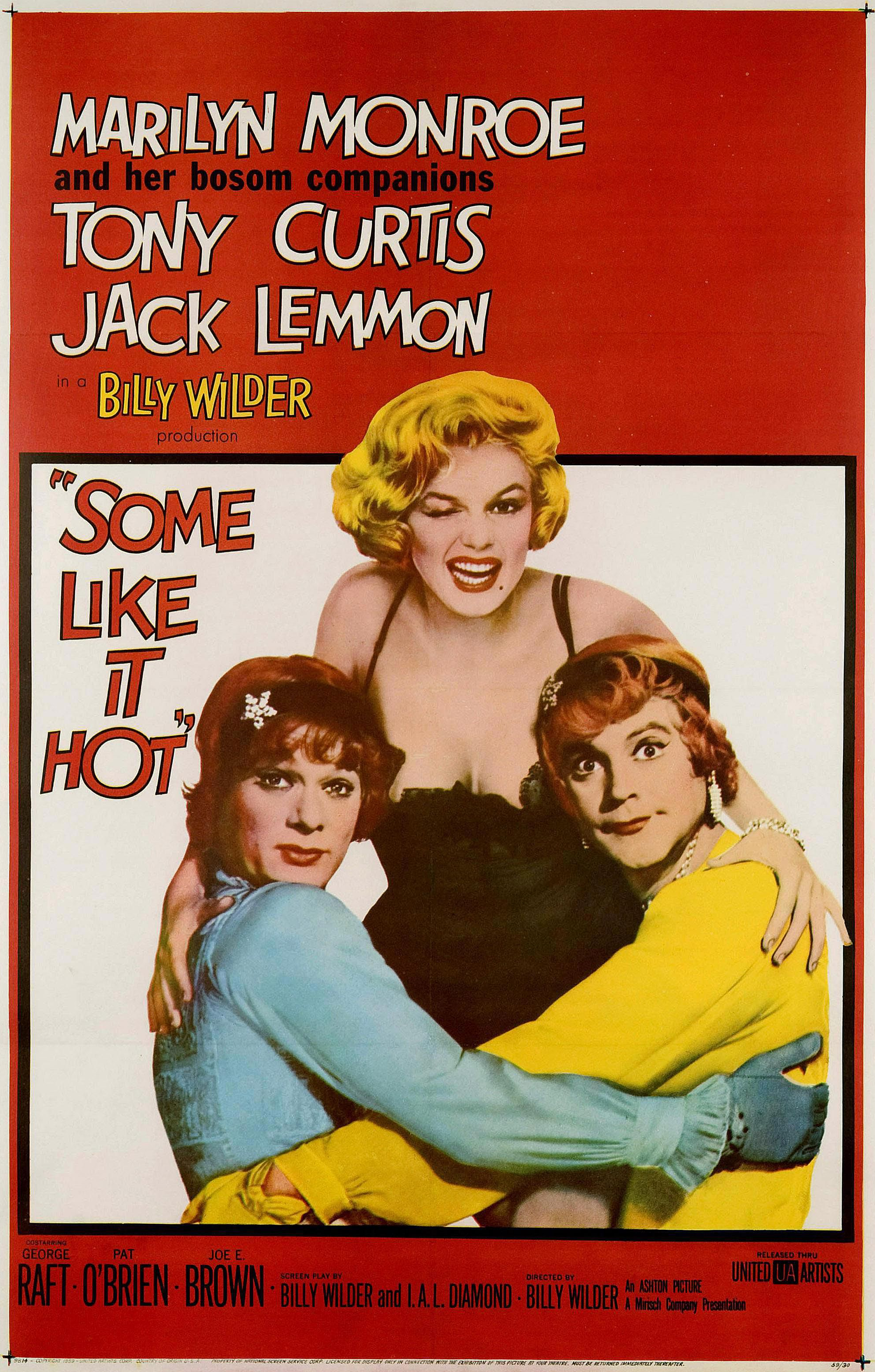
Постер фильма «В джазе только девушки»

«У каждого свои недостатки», также «У всех свои недостатки», «Никто не совершенен» (англ. Nobody’s Perfect) — крылатая фраза, основанная на финальной реплике американской комедии «В джазе только девушки» («Некоторые любят погорячее») режиссёра Билли Уайлдера, снятой и вышедшей в прокат в 1959 году. Она появилась во время общения сценаристов Уайлдера и Изи Даймонда практически случайно, во время обмена идеями. Её произнёс Даймонд, и на ней остановились как на временном финале. Однако, так как соавторы так ничего лучше и не придумали, то она вошла в фильм.  
Фраза входит в список 100 известных цитат из американских фильмов, опубликованный в июне 2005 года Американским институтом киноискусства.  

## В фильме
Чикаго, 1929 год. Неудачливые саксофонист Джо (Тони Кёртис) и контрабасист Джерри (Джек Леммон) случайно становятся свидетелями гангстерской разборки с многочисленными трупами. Чудом скрывшись, Джо и Джерри решают бежать из Чикаго. Они переодеваются в девушек, устраиваются в женский оркестр, который едет во Флориду, и называют себя Джозефина (Джо) и Дафна (Джерри).  

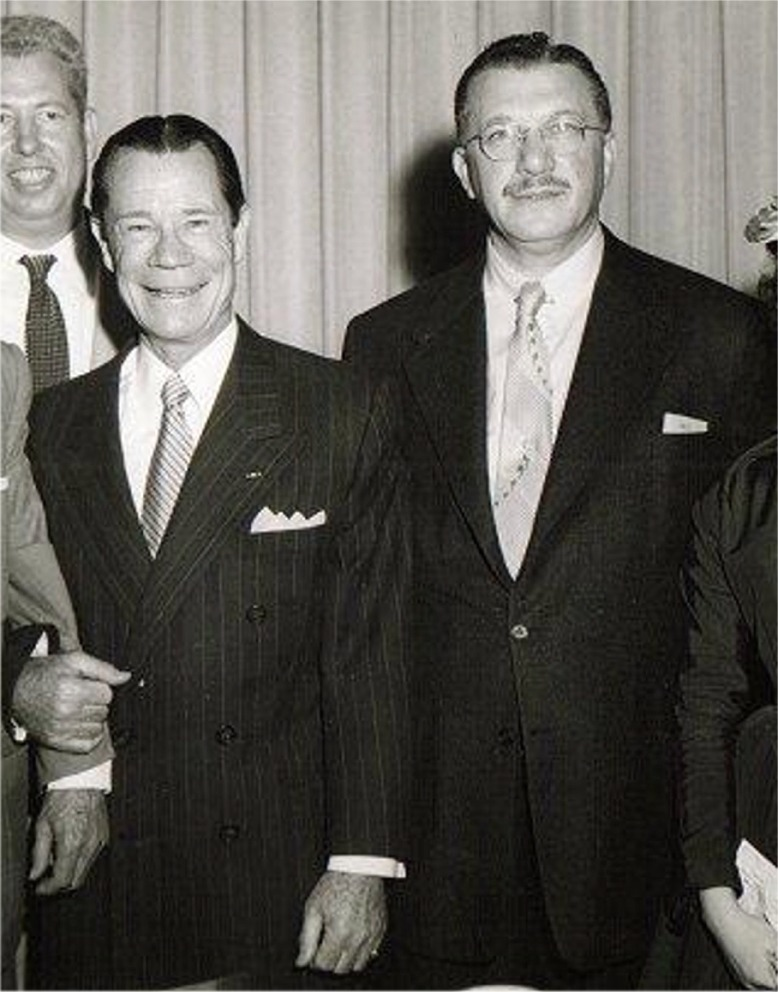
Джо Э. Браун (слева) и Ирвинг Лерой Ресс, около 1950

В Дафну влюбляется пожилой миллионер Осгуд Филдинг-третий (Джо Эванс Браун), который делает ей предложение руки и сердца. Джерри принимает его, рассчитывая в будущем на скорый развод по понятной причине и пожизненные алименты. В финале картины друзья пытаются скрыться от мафии на моторной лодке Осгуда, где Джерри тщетно пытается объяснить влюблённому миллионеру, что их брак не может состояться. Исчерпав все весомые аргументы, он срывает с головы парик и объявляет, что он мужчина. Однако Осгуд на это невозмутимо отвечает: «Well, nobody’s perfect» («Что ж, у каждого свои недостатки», «Ну, у каждого свои недостатки»). В последующие секунды перед окончанием фильма по шевелению губ Джерри видно, что он что-то произносит, но в самом фильме это не озвучено.

## Создание
Билли Уайлдер и Изи Даймонд познакомились в 1955 году. В 1957 году, после окончания работы над первой совместной работой, картиной «Любовь после полудня», они начали обдумывать свой следующий проект, который получил окончательное название «Некоторые любят погорячее». В январе 1958 года большая часть сценария была написана. Большая часть текста была создана в офисе голливудского продюсера Сэмюэля Голдвина. Уайлдеру и Даймонду не давалась финальная часть истории.
По сюжету, герои спасались от мафиози на моторной лодке Осгуда. Там происходят заключительные диалоги между Джо и Душечкой (Мэрилин Монро), а также Осгудом и Дафной. Леммон пытается объяснить Осгуду, что брак между ними невозможен по целому ряду причин, но миллионер соглашается принять Дафну со всеми недостатками и отметает её отговорки. По воспоминаниям Уайлдера, знаменитая фраза появилась следующим образом:
И наконец он [Дафна-Джерри] снимает парик и говорит: «Послушай, но я же мужчина». Нам нужна была ответная реплика для Джо Брауна, и мы никак не могли её придумать. Где-то в начале нашего разговора Из сказал: «Никто не совершенен». И я сказал: «Слушай, давай вернёмся к твоей фразе: „Никто не совершенен“. Отправим её копировальщикам как черновой вариант, а потом сядем и придумаем по-настоящему смешную финальную строчку».
Однако соавторы так ничего интересного и не придумали, поэтому остановились на фразе «Никто не совершенен». Это произошло в воскресенье, а на следующий день заключительный эпизод был снят.
Само выражение Nobody’s Perfect известно с XVIII века. Так, его применил Джон Баркер в «Проповедях» (1763).

## Характеристика
Со временем фильм приобрёл культовый статус, стал признаваться одной из лучших комедий, а фразы героев вошли в разговорный английский язык. Реплика Осгуда под номером 48 входит в список 100 известных цитат из американских фильмов, опубликованный в июне 2005 года Американским институтом киноискусства. Сам Уайлдер отмечал, что реплика Осгуда стала самой смешной финальной строчкой для его творческого союза с Даймондом. На многочисленные вопросы, что же произошло с героями Леммона и Брауна дальше, режиссёр отвечал, что не знает: «„Никто не совершенен“. Пусть финал будет таким. Ничего лучше уже не придумаешь». Режиссёр Кэмерон Кроу в книге «Знакомьтесь — Билли Уайлдер» писал, что «случайная» идея Даймонда стала для «современной комедии» тем, чем являются для кино слова Ретта Батлера (Кларк Гейбл) в фильме «Унесённые ветром» (1939): «Если честно, дорогая, мне плевать» (№ 1 в списке 100 известных цитат из американских фильмов за 100 лет по версии AFI).  
В сценарии имели место весьма вольные с точки зрения морали 1950-х годов реплики героев и повороты сюжета, он насыщен многочисленными двусмысленными шутками с сексуальным подтекстом. Из-за этого органы цензуры отметили, что он не соответствует традиционным нормам нравственности. Тем не менее лента попала в широкий прокат, и с её выходом на экраны ассоциируется постепенный отказ от кодекса этики Голливуда. Внутренней интригой движет сексуальный подтекст, связанный с противопоставлением гомо- и гетеросексуального начала в героях. Оказывается, что пропасть, разделяющая мужской и женский пол, не так широка. Финальная сцена словно возвращает зрителей к реальности из фарса и маскарада, придавая законченное звучание драматургии картины. Писатель, критик Уильям Дж. Манн (William J. Mann) отмечал, что в некотором смысле заключительная реплика фильма — это «самое глубокое высказывание, когда-либо звучавшее с экрана». Осгуд даёт понять, что такая «мелочь», как пол, не может стать препятствием для настоящей любви. «И хотя, когда на экране появляются слова: „Конец фильма“, — Леммон выглядит не слишком радостным, он, по-видимому, покорился судьбе, а если мы вспомним его легкомысленный танец с маракасами в одной из предыдущих сцен, то можно предположить, что вскоре он будет мечтать о своём женихе и предвкушать жизнь с миллионером. „Зачем мужчине жениться на мужчине?“ — спрашивает Кёртис. „Для безопасности!“ — отвечает Леммон. Приятно представлять себе, что Осгуд и Дафна проведут свои золотые годы на пляжах Лонг-Айленда». Сцену с маракасами, во время которой Джерри радостно говорит Джо, что намерен жениться на Осгуде, Манн трактует как завуалированную отсылку к мастурбации. В целом, он расценил картину как высказывание режиссёра про то, что показ привлекательности людей одного пола друг для друга является нормальным явлением, так как это в конце концов было нормальным для Голливуда.